# والاپانه
والاپانه (به لاتین: Walapane) یک منطقهٔ مسکونی در سری‌لانکا است. والاپانه ۳۲۰ کیلومتر مربع مساحت دارد.